# Jacques-Ange Corbel
Pour les articles homonymes, voir Corbel.
Jacques-Ange Corbel est un sculpteur français né le 16 avril 1853 à Paris et mort le 22 août 1905 à Neuilly-sur-Marne.

## Biographie
Jacques-Ange Corbel est un sculpteur français né à Paris le 16 avril 1853. Élève de Jules Cavelier et de Gabriel-Jules Thomas, il débute au Salon de 1877 où il remporte une médaille de troisième classe avec une statue en plâtre, La colombe et la fourmi. Cette sculpture est par la suite exécutée en marbre et lui fait obtenir en 1884, une médaille de deuxième classe et une bourse de voyage. L'État lui a commandé un buste en marbre de Gounod pour l'Opéra. Il a exposé pour la dernière fois en 1897. Il est mort en 1904.